# Presses universitaires de Caen
Pour les articles homonymes, voir Paris Université Club et PUC.
 (novembre 2011).
Les Presses universitaires de Caen, service commun de l'université de Caen Normandie, ont pour mission depuis leur création en 1984 de soutenir par leur savoir-faire l'édition et la valorisation de la recherche effectuée au sein des équipes caennaises et de leurs réseaux nationaux ou internationaux.
Elles proposent aux chercheurs de tous les horizons disciplinaires la plus-value d’un service éditorial rigoureux et authentique par :
- L’organisation systématique d’une évaluation par des spécialistes renommés de la discipline, français et internationaux.
- L’établissement systématique de contrats avec les auteurs ;
- La mise au point, la normalisation, l’enrichissement des contenus ;
- L’association des contenus, dès le stade initial du processus, sur les fichiers numériques et avant même le stade final de l’impression papier, à des identifiants pérennes et à des métadonnées riches et standardisées ;
- L’inscription des publications dans des collections définies.

Elles participent à la bonne diffusion des ouvrages qui leur sont confiés via :
- le réseau des librairies (FMSH Diffusion),
- la vente aux particuliers (LCPDU),
- la mise en ligne sur des plateformes (OpenEdition, Cairn.info)

## Structure
Les PU de Caen, de par leur mission de diffusion de la recherche universitaire, sont dirigées par un enseignant de l'université de Caen Normandie. Élu pour 4 ans (mandat renouvelable une fois), le directeur est assisté par un responsable administratif et un responsable éditorial. Par ailleurs, afin d'assurer au mieux leur mission de diffusion et garantir la qualité scientifique de leurs publications, les PU de Caen doivent soumettre chaque projet en commission éditoriale.

## Domaines de publication
Les Presses universitaires de Caen couvrent essentiellement des disciplines liées aux sciences humaines et sociales telles que : 
- Arts du spectacle
- Droit
- Histoire-géographie
- Littérature
- Philosophie
- Sciences de l'éducation

Mais en tant que service commun de l'université, les PU de Caen restent attentives à maintenir la diversité de leurs publications, comme le prouve la publication en 2010, de l' Histoire de la lutte et du catch en France. Par ailleurs, elles éditent un large fonds de romans nordiques riche d'une trentaine de titres. Le dernier date de 2011, avec la publication de la traduction d'un roman policier, La Femme congelée, de l'auteur norvégien Jon Michelet.
Les PU de Caen s'ouvrent aussi au domaine de la médecine, avec la publication d'un manuel destiné aux étudiants, Sémiologie médico-chirurgicale, volume 1.
En plus, les Presses universitaires de Caen collaborent avec différents acteurs de l'édition en développant des co-éditions. En témoigne leur collaboration avec l'Institut mémoires de l'édition contemporaine, sous la collection Regards critiques, qui comptent depuis 2009 quatre publications autour du travail de Michel Foucault.
Un référentiel des publications a été mis en place pour identifier la nature des manuscrits déposés et ainsi améliorer leur traitement éditorial.
- Miscellanea, mélanges et hommages de l’UCBN
- Symposia, rencontres et séminaires de l’UCBN
- Quaestiones, monographies de l’UCBN
- Instrumenta, instruments de travail et usuels
- Fontes et paginae, sources, textes et matériaux pour la recherche
- Enchiridia, manuels pédagogiques

### Collections
- Bibliothèque de philosophie politique et juridique
- Bibliothèque de Syntaxe & Sémantique
- Bibliothèque du Pôle rural
- Bibliothèque du pôle universitaire normand
- Les Cahiers de Transalpina
- Publications du CRAHAM
- Regards critiques

### Revues papier
- Cahiers de la recherche sur les droits fondamentaux (Droit)
- Cahiers de philosophie de l'université de Caen (Philosophie)
- Double jeu (Arts du spectacle)
- Elseneur (Littérature française)
- Études irlandaises (Littérature irlandaise)
- Kentron (Littérature et Histoire antique)
- Perspectives culturelles de la consommation (Marketing)
- Syntaxe et sémantique (Linguistique)
- Le Télémaque (Sciences de l'éducation)

### Revues électroniques
- Questions de style[2]
- Tabularia[3] publication des sources écrites de la Normandie médiévale
- Discours, en linguistique, diffusée sur le portail[4]
- Au-delà de ces revues électroniques, les Presses universitaires de Caen ont fait leur entrée en 2011 dans le portail Cairn.info, qui a pour mission de donner aux éditeurs davantage de visibilité sur internet. Pour le moment, les revues papier Le Télémaque et Syntaxe et Sémantique y sont diffusées, à partir de l'année 2000, en accès payant et avec une barrière mobile d'un an.
- Elles proposent leurs autres revues en accès ouvert sur le portail OpenEdition Journals.

### Ouvrages en ligne
- Depuis 2013, les Presses universitaires de Caen proposent des ouvrages sur la plateforme électronique de livres en sciences humaines, OpenEdition Books[5].